# Rock Lee
Rock Lee er en fiktiv person, skabt af Masashi Kishimoto til serien Naruto. Han adskiller sig fra alle andre ninjaer i sin by, Konoha, ved kun at udøve fysisk kampteknik, taijutsu. Dette skyldes at han ikke kan bruge hans chakra til ninjutsu (her kan nævnes skyggekloner) eller genjutsu (her kan nævnes vrangforestillinger og syner hos modstanderen).
Lee er meget inspireret af sin lærer, Gai sensei, som han også har et meget nært forhold til, da han næsten ser Gai som hans far. Gai er leder af holdet Team Gai, hvor Neji Hyuga, Lee og Tenten også er på.
Lee har også en udsædvanlig tøjstil! Han har, ligesom Gai Sensei, en grøn, stramtsiddende fulddragt på, orange benvarmere (hvor der skjuler sig nogle voldsomt tunge vægte under) og en gryde- / bowler frisure.
Lee er dybt forelsket i Sakura, og vil gøre alt for at beskytte hende. 
Rock Lee kæmper under udskillelses kampen, inden tredje del af chunin eksamen, mod Gaara som kan kontrollere sand som han vil, men han er en meget stærk modstander og da bliver Lee nødt til at bruge sin hemmelige teknik, hvor han åbner nogle "porte" der giver ham ekstra kræfter, som f. eks helende kræfter, hurtighed mm. Ved at åbne 5 af de porte laver han jutsu'en Skjult Lotus.
Gaara er dog smart nok til at bytte sig ud med en sandklon så han ikke bliver ramt. Efter jutsu'en kan Lee knap nok bevæge sig og da give Gaara nådestødet. Dog kommer Lees sensei ham til hjælp og afbryder kampen. Rock Lee er hårdt kvæstet efter den hårde kamp og får konstateret, at han aldrig vil kunne blive en rigtig ninja igen. Lee bliver meget ked af det, da det gør at han aldrig kan leve sin drøm fuldt ud som er, at blive en rigtig ninja udelukkende ved hjælp af Taijutsu. Den femte hokage, Tsunade, giver Lee et tilbud om at lave en meget farlig operation, som vil gøre ham til en ninja igen. Lee siger ja og operationen lykkes. 
| Anime- eller mangafigur | Spire Denne artikel om en anime- og/eller mangafigur er en spire som bør udbygges. Du er velkommen til at hjælpe Wikipedia ved at udvide den. |